# Желтопёрый каранкс
Желтопёрый каранкс (лат. Caranx ignobilis) — вид морских лучепёрых рыб из семейства ставридовых. Широко распространены в Индо-Тихоокеанской области. Максимальная длина тела 170 см.

## Таксономия и этимология
Вид впервые научно описал в 1775 году шведский натуралист Пер Форссколь (швед. Pehr Forsskål; 1732 — 1763) на основании образцов, отловленных в Красном море у берегов Йемена и Саудовской Аравии; один из образцов был назначен голотипом. Первоначально виду было присвоено латинское название Scomber ignobilis. Впоследствии трижды был переописан разными авторами под латинскими названиями Caranx lessonii, Carangoides ekala, Caranx hippoides. Видовое название происходит от лат. ignobilis — неясный или неблагородный, что возможно связано с менее яркой окраской по сравнению с другими видами рода.

## Описание
Тело удлинённое, немного сжато с боков, покрыто мелкой циклоидной чешуёй. Грудь без чешуи, есть только небольшое пятно у основания брюшных плавников. Верхний профиль тела сильно выпуклый в передней части. Нижний профиль тела немного выпуклый. Рыло закруглённое. Окончание верхней челюсти доходит до вертикали, проходящей через окончание глаза. Глаза с жировым веком; в передней части глаза веко небольшое, а в задней — доходит до задней границы зрачка. Зубы на верхней челюсти расположены в два ряда; в переднем ряду сильные широко расставленные, клыкообразные; во внутреннем ряду мелкие ворсинкообразные. На нижней челюсти зубы расположены в один ряд; сильные, конической формы, широко расставленные у взрослых особей. На первой жаберной дуги 20—24 жаберных тычинок, из них 5—7 на верхней части, а на нижней 15—17.  Два спинных плавника. В первом спинном плавнике 8 жёстких лучей, а во втором — 1 жёсткий и 18—21 мягких лучей. В анальном плавнике 1 колючий и 15—17 мягкий луч, перед плавником расположены 2 колючки. Передние мягкие лучи в спинном и анальном плавниках удлинённые. Грудные плавники удлинённые, серповидной формы. В брюшных плавниках 1 жёсткий и 19—20 мягких лучей. Боковая линия делает высокую дугу в передней части, а затем идёт прямо до хвостового стебля. В выгнутой части боковой линии 58—64 чешуи; в прямой части 0—4 чешуйки и 26—38 костных щитков. Хвостовой плавник серповидный. Позвонков: 10 туловищных и 14 хвостовых.
У особей длиной менее 50 см голова и тело серебристо-серые, спина темнее, брюхо серебристое. Нет пятна на жаберной крышке. Плавники от серого до чёрного цвета; только передние края и кончики спинного и анального плавников более бледные. У крупных половозрелых особей наблюдается половой диморфизм. У самцов тело серовато-чёрного или угольно-чёрного цвета. У некоторых особей на спине по чёрному фону проходят серебристые линии. Самки серебристо-серого цвета. Нет пятен на боках тела. У особей, обитающих в мутной воде, плавники желтоватые.
Максимальная длина тела 170 см, обычно до 100 см. Масса тела до 80 кг.

## Биология
Морские пелагические рыбы. Половозрелые особи ведут одиночный образ жизни или образуют небольшие группы. В преднерестовый и нерестовый сезоны собираются в небольшие стаи; иногда образуют стаи в период нагула. Молодь и неполовозрелые особи ведут стайный образ жизни, при этом молодь не образует стай с другими видами рыб, а более крупные особи нагуливаются вместе с представителями других видов рода каранксов. Эвригалинны, для нагула заходят в эстуарии и даже в устья рек, поднимаясь вверх по реке до зоны действия прилива.
Взрослые особи желтопёрых каранксов обитают в открытых водах, привязаны к индивидуальному участку обитания, который они не покидают в течение нескольких лет, перемещаясь в пределах участка на расстояние до 9 км.  Наиболее активны на рассвете и закате, в это время отмечены и наибольшие по протяжённости перемещения рыб. Сезонные миграции у Соломоновых островов в нерестовый период достигают 30 км, хотя перемещений между атоллами не зафиксировано.
Зарегистрированы нападения взрослых особей желтопёрых каранксов на рифовых акул (например, на чернопёрую рифовую акулу). Поодиночке или парами каранксы таранят лбами акул, превышающих их по размерам. Удары направлены в бока или преджаберные области акул. При этом каранксы сами получают травмы от подобного контакта с акулами, но не прекращают атаки. В итоге акулы получают повреждения внутренних органов, истекают кровью из жабр и погибают. Причины подобного агрессивного поведения не ясны, поскольку каранксы не питаются мёртвыми акулами. Зафиксированы также случаи подобных нападений на человека, когда желтопёрый каранкс ударил дайвера, сломав ему три ребра.

### Размножение
Желтопёрые каранксы нерестятся в летние месяцы. Наблюдаются региональные различия в возрасте и размерах при созревании, а также в сроках нереста. В прибрежных водах Гавайских островов самки желтопёрых каранксов впервые созревают при длине тела около 60 см в возрасте 3—4 года. Нерестятся в апреле — ноябре с пиком в мае — августе. У восточного побережья Африки (между 1° ю. ш. и 10° ю. ш.) впервые созревают при длине тела 54—61 см и массе 3—5 кг. Самки со зрелыми гонадами встречались с июля по март, а пик нереста отмечен в ноябре — марте. Подводные наблюдения на Филиппинах показали, что пик нереста приходится на декабрь и январь, а второй пик наблюдается в июне. Также отмечено, что нерестовый период у жёлтопёрых каранксов довольно растянут, а сам нерест может быть порционным.

## Ареал
Желтопёрые каранксы широко распространены в тропических и субтропических водах Индо-Тихоокеанской области. Индийский океан: от Красного моря и Персидского залива вдоль восточного побережья Африки до ЮАР; вдоль азиатского континента, включая Пакистан, Индию, юго-восточную Азию, Индонезию и северную и западную Австралию; а также у островов в Индийском океане, включая Мальдивские, Сейшельские, Кокосовые острова, Мадагаскар и множество мелких островов. Тихий океан: от юга Японии и Гонконга до Вьетнама, Восточной Австралии и Новой Зеландии; у островов Тонга, Питкэрн, Гавайские острова и до Галапагосских островов.